# 单穗束尾草
单穗束尾草（学名：Phacelurus latifolius var. monostachyus）为禾本科束尾草属下的一个变种。